# Дойч, Линда
Линда Дойч (24 сентября 1943 — 1 сентября 2024) — американская журналистка, работала в Associated Press, освещала резонансные судебные процессы, включая суды над Чарльзом Мэнсоном, Серханом Серханом, Патти Херст, О. Джей Симпсоном и Майклом Джексоном.

## Биография
Линда Дойч родилась 24 сентября 1943 года в Перт-Амбое, штат Нью-Джерси, и выросла в общине Брэдли-Бич на побережье Джерси. Интерес к журналистике Линда проявила в 12-летнем возрасте, когда основала в школе информационный бюллетень для фан-клуба Элвиса Пресли.
Сначала она планировала стать поэтом или писателем, но её дядя, редактор одной из газет в Калифорнии, убедил её попробовать себя в журналистике.
После окончания средней школы Эсбери-Парк поступила в колледж Монмут в Нью-Джерси (ныне Университет Монмута). В 1963 году, на втором курсе обучения в колледже, Линда устроилась на неполный рабочий день в местную газету, где смогла убедить редактора позволить ей отправиться в Вашингтон, чтобы осветить историческое выступление преподобного Мартина Лютера Кинга-младшего с речью «У меня есть мечта». Статья Линды о выступлении Кинга стала её первой публикацией на первой полосе.
В 1965 году она окончила Университет Монмута, где получила степень бакалавра английского языка.
После окончания университета Линда Дойч переехала в Южную Калифорнию, где поначалу работала в газете San Bernardino Sun. В 1967 году она перешла на работу в агентство Associated Press, став единственной женщиной в штате агентства. Хотя изначально её привлекало освещение событий в мире развлечений, в последующие годы она успешно сочетала репортажи с судебных процессов с освещением церемонии вручения премии «Оскар».
Дойч освещала убийство Роберта Кеннеди (1968) и судебные процессы над его убийцей Серханом Серханом (1969), лидером секты Чарльзом Мэнсоном (1970–1971), Анджелой Дэвис (1971–1972), активистом Дэниелом Эллсбергом (1973), грабительницей банков Пэтти Херст (1976), дело об аварии танкера Exxon Valdez (1989), суд над оправданным по делу о двойном убийстве О. Джей Симпсоном (1995), судебный процесс над Майклом Джексоном по обвинению в растлении малолетних (2005), актёром Робертом Блейком, серийным убийцей Ричардом Рамиресом и братьями-отцеубийцами Лайлом и Эриком Менендесами. Она была номинирована на Пулитцеровскую премию за свою работу в качестве пула-репортёра на процессе над Симпсоном.
В 1975 году Дойч была направлена на Гуам, где она брала интервью у эвакуированных из Вьетнама после падения Сайгона.
В 1992 году она освещала беспорядки в Лос-Анджелесе, которые начались 29 апреля, после того как присяжные оправдали четверых сотрудников Департамента полиции Лос-Анджелеса (LAPD), обвинявшихся в превышении силы при аресте и избиении Родни Кинга.
В 1997 году она организовывала тур для продвижения мемуаров покойной Тео Уилсон под названием «Заголовок правосудия: внутри зала суда – самые спорные судебные процессы страны», полностью оплачивая расходы самостоятельно.
В 2014 году Дойч вышла на пенсию. В 2019 году она ненадолго вернулась, чтобы осветить жизнь Симпсона после его освобождения из тюрьмы, где он отбывал наказание за вооружённое ограбление в Неваде в 2007 году.
В 2019 году Дойч пожертвовала один миллион долларов Университету Монмута и учредила стипендию Linda Deutsch '65 Distinguished Endowed Scholarship.

## Личная жизнь и смерть
Линда Дойч никогда не была замужем и не имела детей. Она сказала о своей жизни в 2015 году: «У меня есть крестник, который значит для меня весь мир. И у меня очень полная жизнь, но в ней никогда не было брака. Я думаю, что мои отношения в основном распадались из-за моей работы».
В 2022 году у Дойч диагностировали рак поджелудочной железы. После ряда успешных курсов лечения болезнь вернулась в середине 2024 года. Она скончалась дома в Лос-Анджелесе 1 сентября 2024 года в возрасте 80 лет в окружении семьи и друзей.

## Награды и премии
- Почетная медаль Университета Миссури за выдающиеся заслуги в журналистике (1992)[19]
- Премия Distinguished Alumni Award выдающимся выпускникам Университета Монмута (1996)[20]
- Высшая награда организации общества профессиональных журналистов «Член общества», присуждаемая за вклад в журналистскую профессию (2005)[21]
- Премия за достижения всей жизни от Международного женского медиафонда (2015)[10]
- Премия за достижения всей жизни от Фонда Вашингтонского пресс-клуба, которая была вручена Дойч на ужине в Конгрессе 25 февраля 2016 года[22].